# RSTS
RSTS (Resource System Time Sharing) est un système d'exploitation propriétaire réalisé par Digital Equipment Corporation au début des années 1970 pour les machines de la série PDP-11.
Larry Wall, le concepteur du langage de programmation Perl, a commencé sa carrière de programmeur sous RSTS.
Il existe deux versions du système RSTS : le RSTS-11 et le RSTS/E.

## Historique

### La version RSTS-11
L'appellation RSTS-11 est un sigle pour désigner le système d'exploitation RSTS pour les machines PDP-11.
| Version | Date de réalisation | Notes                                                                         |
| ------- | ------------------- | ----------------------------------------------------------------------------- |
| 1       | Jamais sorti        |                                                                               |
| 2A-19   | 1971                | Installé dans les établissements Carleton College et Seattle Pacific College. |
| 2B      | Juin 1971           | Installé dans les locaux du Delaware School Auxiliary Association.            |
| 2C      | Octobre 1971        |                                                                               |
| 3A-19   | Janvier 1972        |                                                                               |
| 3B      | Mai 1972            |                                                                               |
| 3C      | Juin 1972           |                                                                               |
| 4A-12   | Octobre 1972        |                                                                               |
| 4B      | Juillet 1975        |                                                                               |

### La version RSTS/E
L'appellation « RSTS/E » (ou « Resource System Time Sharing/Enhanced », littéralement Système de ressources en temps partagé/Amélioré) est un sigle pour désigner les évolutions majeures du système d'exploitation RSTS à partir de juillet 1973.
| Version | Date de réalisation | Notes |
| ------- | ------------------- | ----- |
| 5A-21   | Juillet 1973        |       |
| 5B-24   | Novembre 1974       |       |
| 5C-01   | Mars 1975           |       |
| 6A-02   | Août 1975           |       |
| 6B-02   | Février 1977        |       |
| 6C-03   | Février 1978        |       |
| 7.0     | Août 1978           |       |
| 7.1     | Février 1981        |       |
| 7.2     | Août 1982           |       |
| 8.0-06  | Avril 1983          |       |
| 9.0-14  | Mai 1985            |       |
| 9.1-05  | Octobre 1985        |       |
| 9.2-10  | Juin 1986           |       |
| 9.3-20  | Janvier 1987        |       |
| 9.4     | Juillet 1987        |       |
| 9.5-08  | Décembre 1987       |       |
| 9.6     | Septembre 1988      |       |
| 9.7     | Juillet 1989        |       |
| 10.0    | Mai 1990            |       |
| 10.1    | Septembre 1992      |       |